# Thiên táng

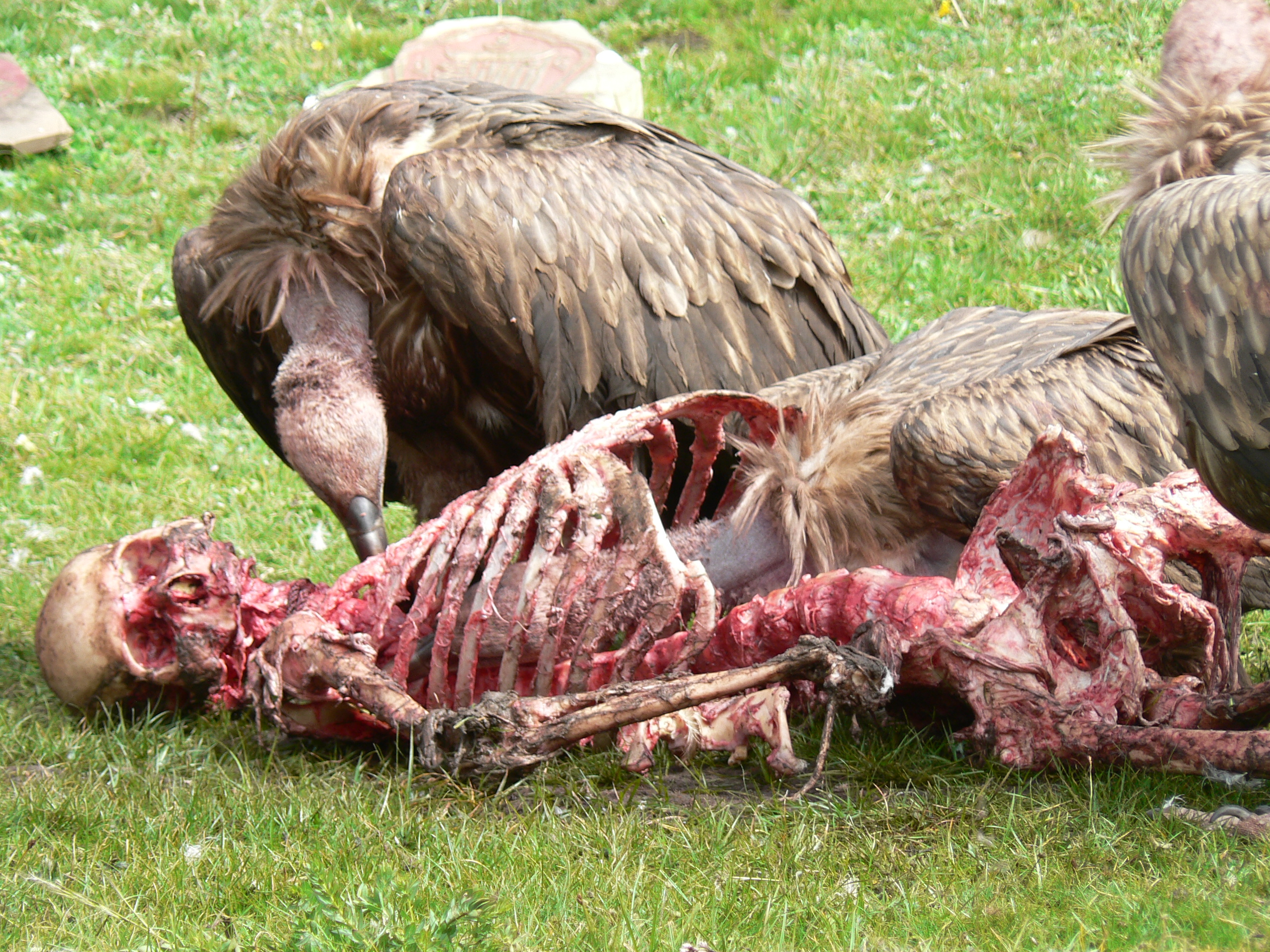
Thiên táng

Thiên táng (hay còn gọi là điểu táng) là hình thức mai táng của người Tây Tạng. Thi thể người chết sẽ được đưa lên núi để làm mồi cho kền kền. Có hai hình thức thiên táng đó là cơ bản và long trọng.  Người Tây Tạng cho rằng "con người là một phần của tự nhiên, con người đến thế giới này một cách tự nhiên và rời khỏi đó cũng tự nhiên" vì thế thiên táng được người Tây Tạng coi là một nghi lễ thiêng liêng. Người ta sẽ rửa ráy xác, cạo hết tóc và lông rồi bọc xác trong một tấm vải trắng và đặt trong tư thế ngồi, đầu chúi xuống hai gối. Khi chọn được ngày lành, người ta thuê một người khiêng cái xác trên lưng đem đến bàn thờ thiên táng. Các lạt ma của tu viện trong vùng đến để tiễn vong linh của người chết, trong khi các lạt ma tụng kinh để hồn siêu thoát, vị chủ lễ thiên táng thổi kèn sừng, đốt lửa dâu tằm để dụ kền kền tới rồi xẻ cái xác ra, đập vỡ xương theo trình tự quy định từ trước theo nghi lễ. Xác sẽ được xẻ nhiều cách khác nhau tùy theo nguyên nhân cái chết, các đường dao sẽ được thực hiện hết sức cẩn thận, tỉ mỉ và không được phạm một lỗi nào, theo người Tây Tạng, nếu phạm lỗi trong khi xẻ xác, ngạ quỷ sẽ tới đánh cắp linh hồn. Đôi khi, để chim ăn toàn bộ xác, người ta sẽ trộn xương đã đập nát với bơ sữa bò vì bơ và những thứ khác thêm vào sẽ giúp dễ ăn hơn.